# Plethodon larselli
Plethodon larselli é uma espécie de salamandra da família Plethodontidae.
É endémica da Cordilheira das Cascatas do Noroeste Pacífico, do oeste da América do Norte.
Os seus habitats naturais são: florestas temperadas e áreas rochosas.
Está ameaçada por perda de habitat.